# Eurosport News
Eurosport News – pierwszy europejski kanał telewizyjny poświęcony wyłącznie wiadomościom sportowym. Jego układ ekranu opierał się na wykorzystywanym wcześniej m.in. przez Bloomberg TV pomyśle, według którego oprócz normalnego obrazu telewizyjnego cały czas wyświetlane były w kilku ramkach wiadomości w formie tekstu.
Kanał należał do europejskiej sieci telewizyjnej Eurosport z siedzibą we Francji.
Od początku jego istnienia produkowana była także polska wersja, w której zarówno komentarz lektora, jak i tekst na ekranie, są w języku polskim. Wiosną 2005 kanał Eurosport News w Polsce zmieniono w Eurosport 2. Zniknął z oferty sieci Eurosport 1 stycznia 2018.